# Domenik Hixon
Domenik Hixon (* 8. Oktober 1984 in Neunkirchen am Potzberg) ist ein ehemaliger US-amerikanischer American-Football-Spieler auf der Position des Wide Receivers. Er spielte für die Denver Broncos, New York Giants, Carolina Panthers und Chicago Bears in der National Football League (NFL) und wurde auch als Return Specialist eingesetzt.

## Jugend
Der in Rheinland-Pfalz aufgewachsene Hixon, Sohn einer deutschen Mutter und eines afroamerikanischen Vaters, spielte in seiner Jugend nicht nur Football, sondern auch Fußball, Handball, Rollhockey und fuhr Alpinski. Als er zwölf Jahre alt war, siedelte seine Familie nach Columbus, Ohio um.

## College
Nach der Highschool spielte er College Football an der University of Akron. Zuerst auf der Position des Free Safeties, wurde er dann aber zum Wide Receiver umgeschult. Auf dieser Position wurde er in der 4. Runde an 130. Stelle der NFL Draft 2006 von den Denver Broncos verpflichtet.

## NFL
Hixon verpasste die gesamte Saison 2006 wegen einer Fußverletzung, und im ersten Spiel der Saison 2007 rannte er beim Kick-Return so unglücklich in Kevin Everett von den Buffalo Bills hinein, dass Everett sich das Genick brach, bleibende Schäden davontrug und seine Karriere beenden musste. Nach enttäuschenden Vorstellungen wurde er von den Broncos aus dem Kader gestrichen, aber sofort von den New York Giants verpflichtet. Hixon absolvierte dort zwölf Spiele (davon sein erstes von Anfang an), schaffte seinen ersten Touchdown und war Teil jenes Teams, welches den Super Bowl XLII mit 17:14 gegen die favorisierten New England Patriots gewann. Hixon verbuchte in diesem Spiel zwei Kick-Returns für 39 Yards Raumgewinn. Auch die Saison 2008 verlief für Hixon positiv: er bestritt 16 Spiele, davon sieben von Anfang an als Wide Receiver, und fing 43 Pässe für 596 Yards Raumgewinn und schaffte seine ersten beiden Touchdowns in der Offense. In der Saison 2009 wurde er wieder eher als Return-Spezialist eingesetzt, wodurch er nur noch 15 gefangene Pässe (187 Yards) schaffte. 2010 verlief für Hixon enttäuschend, da er nach einem Kreuzbandriss die gesamte Saison verpasste. 2011 erlitt er kurz nach seinem Comeback einen weiteren Kreuzbandriss, in seiner Abwesenheit gewannen die Giants den Super Bowl XLVI: wieder wurden die Patriots besiegt (21:17). 2012 war Hixon hinter Victor Cruz und Hakeem Nicks dritter Wide Receiver und spielte eine ordentliche Saison mit 567 Yards Raumgewinn und zwei Touchdowns, die Giants verpassten allerdings die Play-offs. 2013 spielte er noch für die Carolina Panthers, in denen er sieben Pässe für 55 Yards Raumgewinn fing, und wechselte 2014 zu den Chicago Bears. Dort erlitt er einen dritten Kreuzbandriss, weswegen er vor Beginn der neuen Saison seine Karriere beendete.

## Familie
Hixon ist der Sohn von Birgit und Marvin Hixon, einem Sergeant der U.S. Army. Hixon besaß bis zum 18. Lebensjahr sowohl die deutsche als auch die US-amerikanische Staatsbürgerschaft, bis er die deutsche abgab. Hixon spricht fließend deutsch, weswegen er den 2012 von den Giants verpflichteten Deutschen Markus Kuhn in dessen Muttersprache begrüßen konnte.